# Hugh Evans
Hugh Evans (nascut el 4 de març de 1983, Melbourne, Victòria) és un humanitarista australià. Evans és cofundador de The Oaktree Foundation i el Global Poverty Project. Ha rebut premis nacionals i internacionals pel seu treball en la promoció de la joventut i del voluntariat per tal de reduir la pobresa extrema als països en desenvolupament.